# Europäische Sozialagenda
Die Europäische Sozialagenda ist ein Dokument aus dem Bereich der EU-Sozialpolitik, das vom Europäischen Rat in Nizza auf seiner Tagung vom 7. bis 9. Dezember 2000 angenommen wurde.

## Inhalt
Die Europäische Sozialagenda beinhaltet Zielsetzungen für sozialpolitische Maßnahmen der Mitgliedstaaten der Europäischen Union und der EU-Ebene sowie für Verhandlungen der Sozialpartner (d. h. der europäischen Dachverbände von Arbeitnehmern und Arbeitgebern), die zur Erreichung des übergeordneten Ziels der Lissabon-Strategie beitragen sollen, die EU bis 2010 „zum wettbewerbsfähigsten und dynamischsten wissensgestützten Wirtschaftsraum der Welt zu machen“.
Diese Zielsetzungen umfassen:
- die Schaffung von mehr und besseren Arbeitsplätzen, unterstützt durch die EU-Beschäftigungspolitik,
- die Herbeiführung eines neuen Gleichgewichts zwischen Flexibilität und Sicherheit in den Arbeitsbeziehungen (siehe auch: Flexicurity),
- die Bekämpfung von Ausgrenzung und Diskriminierung,
- die „Modernisierung des Sozialschutzes“,
- die Förderung der Gleichstellung von Männern und Frauen, u. a. durch die EU-Gleichstellungspolitik,
- eine stärkere Berücksichtigung sozialpolitischer Belange in den Bereichen der EU-Erweiterung und  der EU-Außenbeziehungen: hierzu sollte u. a. eine stärkere Einbeziehung sozialer Kriterien in die Beurteilung der Beitrittsfähigkeit sowie der Einsatz der EU für soziale Belange in internationalen Organisationen wie WTO und OECD gehören.

Da in vielen der genannten Bereiche die EU nur über wenig unmittelbare Kompetenzen verfügt, ist die Umsetzung der Europäischen Sozialagenda im Wesentlichen ein Anwendungsbereich für die Offene Methode der Koordinierung.
Zur Fortführung der durch die Sozialagenda begründeten Vorhaben hat die EU-Kommission die Sozialpolitische Agenda für 2005–2010 als Arbeitsprogramm verabschiedet.